# 女帝 (1983年の映画)
『女帝』（じょてい）は、1983年に制作された日本映画。ヴァンフィル製作、にっかつ配給。主演はポルノ映画初出演の黛ジュン。監督は東映をフリーになって一作目の関本郁夫。

## 作品概要
1982年に発生した三越事件に材をとったにっかつロマンポルノ。登場人物の名前や舞台となる百貨店の名称、劇中に出てくるスキャンダルとして「ギリシャ秘宝展の展示物が偽物」など、この事件をモチーフとして多用している。このため当事者サイドから名誉棄損で告訴された。当時は"悪女の時代"などといわれていた。

## 製作

### 企画・脚本
企画は岡田茂東映社長。1982年に三越事件が起きたとき、三越岡田茂社長と同姓同名の岡田茂東映社長が、内藤誠に「事件を題材にして脚本を書いてみろ」と指示し、内藤が桂千穂と共同で脚本を書いた。旬が大事な作品であるため、強行スケジュールでリサーチを行い、内藤はシェイクスピアの『マクベス』を、桂は1950年のアメリカ映画『イヴの総て』を下敷きに、脚本を書き上げた。出来上がった脚本を岡田に見せたが、「『岡田会』という集まりをやっているから、やはり東映では無理だ」といわれ、内藤と桂がにっかつに持って行き、にっかつで映画化された。これとは別に鹿水晶子が『虚飾の城』というタイトルでシナリオを執筆していたとする文献もある。

### キャスティング他
製作が最初に報じられたのは、1982年11月で、竹久の脱税の舞台となったオリエント交易の元貿易部長・冬木康雄著『カトリーヌへの道』（『小説・三越事件 女帝・竹久みち』と見られる）を原作にオリジナル脚本を映画化、タイトルは仮で『女帝・悪の華』としていた。製作はにっかつの子会社・ジャパン・フィルムズ・カンパニーと三船プロダクションから独立したヴァンフィルが当たり、1983年春公開、主演はすんなり夏木マリに決定し、取締役会の解任劇や激しい濡れ場もたっぷり盛り込むと報じられた。夏木はギャラ800万円でOKしたともいわれた。他に主演に榎本三恵子に出演交渉して断られたとする文献もある。しかし夏木ではなく、新藤恵美が主役で進められていたが、ヌードになっても再デビューを狙う黛ジュンの所属事務所・ミュージック・フラットが出演料をダンピングし、遮二無二売り込みを図り、また、黛が竹久みちによく似ているという理由もあり、ギャラを安く抑えられるにっかつサイドとの思惑が合致し、黛がギャラ200万円で主役に決まった。新藤は途中から脇役にまわった。黛は「映画の内容が社会性を帯びたものですし、竹久みちさんの生きざまを演じたいと思います」とマスメディアにコメントを出した。また監督は小原宏裕で進められていたという報道もあった。

### 撮影
実在の人物をモデルにするため困難が多かったが、企画プロデューサーの元村武が方々に手を回し問題をクリアした。元村は1982年に三船プロダクションを退社して、新会社・ヴァンフィルを設立していた。

## あらすじ
七越デパートの社長と愛人関係をフルに利用して、"女帝"として君臨するデザイナー・中原ミキの栄光と挫折するまでの半生を描く。

## スタッフ
- 監督 : 関本郁夫
- 脚本 : 桂千穂、内藤誠
- 企画 : 元村武
- プロデューサー : 中川好久
- 撮影 : 鈴木耕一
- 音楽 : 玉木宏樹
- 主題曲 : 石原圭子「椿の館」（VAP、作詞:山口洋子・作曲:平尾昌晃）
- 美術 : 渡辺平八郎
- 録音 : 鍋島惇
- 照明 : 矢部一男
- 編集 : 鍋島惇
- 助監督 : 児玉高志

## キャスト
- 中原ミキ : 黛ジュン
- 青野正平 : 川地民夫
- 佐伯哲也 : 南条弘二
- 中原弓子 : 林亜里沙
- 小泉 : 日向明子
- 河村桂子 : 新藤恵美
- 検事 : 伊藤敏八
- 武藤英司
- 福山象三
- 入江正徳
- 乾瞳
- 石原圭子
- 杉浦 : 天知茂（特別出演）
- 中西 : 谷隼人（〃)
- 細川隆一郎（〃)
- 山田 : 大木実

## 作品の評価
にっかつ久しぶりの大ヒット。
井出俊郎は「黛ジュンが歌を歌えるところを上手く使うとことか、エンターテインメントとして非常に良い。俳優が人気の落ち目の人ばかりで嫌みがないのもいい」などと評価した。

## 同時上映
『悪魔の人質』
- 主演：沢田和美／監督：加藤彰